# Колпакова, Татьяна Алексеевна
Татья́на Алексе́евна Колпако́ва (в замужестве — Аббя́сова; род. 18 октября 1959, Аламудун, Аламединский район) — советская легкоатлетка, олимпийская чемпионка в прыжках в длину. Заслуженный мастер спорта СССР (1980).

## Карьера
На Олимпиаде в Москве Татьяна выиграла золотую медаль в прыжках в длину, опередив Бритту Вуяк и Татьяну Скачко.  Тренер  Эльтерман  Л.М.

## Личная жизнь
Окончила Киргизский государственный университет. В настоящее время живёт в Королёве, вместе с мужем Шамилем и тремя детьми. Является заместителем директора футбольной команды «Металлист» (Королёв)